# Цар-бомба
Цар-бо́мба або «Іван» (також виріб 602 або АН602, іноді помилково — РДС-202) — термоядерний заряд потужністю близько 50 Мт у тротиловому еквіваленті, розроблений у СРСР у середині 1950-х років групою фізиків під керівництвом академіка І. В. Курчатова. До складу групи входили Андрій Сахаров, Віктор Адамський, Юлій Харито́н, Юрій Бабаєв, Юрій Трунов, Юрій Смирнов та ін.
Параметри бомби: маса — 27 т, довжина — 8 м, ширина — 2 м. Маса парашутної системи — 800 кг..
Випробовування бомби здійснено 30 жовтня 1961 року над островом Нова Земля. Спалах від вибуху було видно на відстані більш ніж 1000 км від місця випробування. Ядерний гриб діаметром близько 95 км піднявся на висоту 67 км. Вибухова хвиля тричі обігнула земну кулю. Іонізація атмосфери спричинила завади радіозв'язку.
Вибух був відносно «чистим»: дослідники з'явилися на місці вибуху через 2 год, при цьому радіоактивне забруднення практично не становило для них небезпеки. Однак, реакція термоядерного синтезу давала «швидкі» нейтрони, які перетворили багато атмосферного азоту на небезпечний для живих організмів радіоактивний вуглець (14С).

## Цілі проєкту
У середині 1950-х років США мали перевагу над СРСР у ядерних озброєннях. Хоча в СРСР на той час уже було створено термоядерні заряди, але не було необхідної їх різноманітності. Також не було ефективних засобів доставки ядерних зарядів до території США. СРСР не мав реальної можливості ядерного удару по США у відповідь.
Крім зовнішньополітичних та пропагандистських міркувань — відповісти на ядерний шантаж США — створення «Цар-бомби» вкладалося в концепцію ядерного стримування, прийняту в період керівництва країною Г. М. Маленковим та М. С. Хрущовим, яка зводилася до ядерного блефу, щоб створити видимість ядерної рівноваги.
Також 23 червня 1960 року вийшла постанова Ради Міністрів СРСР про створення надважкої балістичної ракети Н-1 (індекс ГРАУ — 11А52) з масою бойової частини 75 т (для порівняння — маса бойової частини випробуваної 1964 року МБР УР-500 становила 14 т).
Відпрацювання нових конструкцій ядерних та термоядерних боєприпасів потребує проведення випробувань, у яких підтверджується працездатність пристрою, його безпека в аварійних ситуаціях та розрахункове енерговиділення під час вибуху.

## Назва
Офіційні назви: «виріб 602», «АН602».
Нині відмінність назв спричиняє плутанину, коли AH602 помилково ототожнюють з РДС-37 або РН202 (виробом 202). АН602 була модифікацією РН202. У листуванні для РН202 спочатку використовували позначення «РДС-202», «202» і «виріб В».)
Неофіційні назви — «Цар-бомба» і «Кузькина мать». Назва «Цар-бомба» підкреслює, що це найпотужніша зброя в історії. Назва «Кузькіна мать» з'явилося під враженням висловлювання М. С. Хрущова в розмові з віце-президентом США Річардом Ніксоном: «У нашому розпорядженні є засоби, які будуть мати для вас важкі наслідки. Ми вам покажемо кузькину мать!».

## Розробка
Розробка надпотужної бомби почалася 1956 року та проводилася у два етапи. На першому етапі, від 1956 до 1958 року, це був «виріб 202», розроблюваний у створеному незадовго до цього НДІ-1011. Відповідно до офіційної історії інституту, наказ про створення НДІ в системі Міністерства середнього машинобудування СРСР підписано 5 квітня 1955 року, роботи в НДІ-1011 розпочато трохи пізніше.
На другому етапі розробки, від 1960 року до успішного випробування 1961 року, бомбу називали «виріб 602» і розробляли в КБ-11 (нині — ВНДІЕФ), вів розробку В. Б. Адамський, крім нього фізичну схему розробляли А. Д. Сахаров, Ю. М. Бабаєв, Ю. М. Смирнов, Ю. А. Трутнєв.

### Виріб «202» (РДС-202)
Після успішного випробування РДС-37 співробітники КБ-11 (Сахаров, Зельдович і Давиденко) виконали попередній розрахунок і 2 лютого 1956 року передали М. І. Павлову записку з оцінкою параметрів зарядів 150 Мт і можливістю збільшення потужності до 1 Гт ТЕ.
Після створення 1955 року другого ядерного центру — НДІ-1011, 1956 року постановою Ради міністрів СРСР перед ним було поставлено завдання розробити заряд надвеликої потужності, яке отримало назву «проєкт 202».
12 березня 1956 року прийнято проєкт Спільної Постанови ЦК КПРС та Ради Міністрів СРСР про підготовку та проведення випробування виробу 202. У проєкті планувалося розробити заряд на принципі виробу РДС-37 із потужністю 30 Мт ТЕ. РДС-202 проєктувалася з максимальним розрахунковим енерговиділенням 50 Мт, діаметром 2,1 м, довжиною 8 м, масою 26 т із парашутною системою та конструктивно узгодженою зі спеціально переобладнаним для її застосування літаком-носієм Ту-95-202.
6 червня 1956 року у звіті НДІ-1011 описано термоядерний пристрій РДС-202 з розрахунковою потужністю до 38 Мт за необхідних за завданням 20-30 Мт. Насправді цей пристрій розроблено з оцінною потужністю 15 Мт. Після випробувань виробів «40ГН», «245» та «205» його випробування визнано недоцільними та скасовано з різних причин.
РДС-202 було зібрано за принципом радіаційної імплозії, випробуваному раніше під час створення РДС-37. Оскільки в ній використовувався значно важчий основний енерговидільний модуль, ніж у РДС-37, то для його обтиснення було використано не один, а два первинних модулі (заряди), розташовані з двох протилежних боків від нього. Цю фізичну схему заряду пізніше використано й при конструюванні АН-602, але сам термоядерний заряд АН-602 (основний модуль енерговиділення) був новим. Термоядерний заряд РДС-202 був виготовлений 1956 року, планувався до випробувань 1957 року (але не був випробуваний), і того ж року закладений на зберігання. Через два роки після виготовлення РДС-202, у липні 1958 року, прийнято рішення про зняття його зі зберігання, демонтаж та використання вузлів автоматики та частин заряду для експериментальних робіт (наказ Міністерства середнього машинобудування від 23 травня 1957 р. № 277).

### Виріб 602 (АН602)
1960 року в КБ-11 (нині — ВНДІЕФ) розпочато розробку термоядерного заряду з проєктною потужністю 100 Мт. У лютому 1961 року керівники КБ-11 надіслали до ЦК КПРС листа «Деякі питання розвитку ядерної зброї та способів її використання», де зокрема ставилося питання про доцільність розробки заряду потужністю 100 Мт. 10 липня 1961 року в ЦК КПРС відбулося обговорення, на якому Хрущов підтримав розробку та випробування надпотужної бомби.
Для прискорення роботи над АН602 використано розробки проєкту 202, при цьому АН602 не була перейменованою РН202, це був новий проєкт і розробляла його інша група. Заряд А602 був аналогом заряду Р202 із запровадженням деяких сучасних (на той час) технічних рішень. Використано технології, що збереглися, використано розроблений для виробу «202» літак-носій Ту-95-202, і концепцію забезпечення безпеки літака-носія під час вибуху термоядерної супербомби. Зокрема, в КБ-11 (ВНДІЕФ) взято вже виготовлені в НДІ-1011 (ВНДІТФ) шість корпусів для бомби проєкту 202 і використано розроблений для її випробувань комплекс обладнання. Також при її виготовленні використовували вивезені з ВНДІТФ у КБ-11 «кілька мішків документації» з розробки та планування випробувань виробу 202.
АН602 мала тристадійну конструкцію. Для обслуговування та радіаційної імплозії (обтиснення) основного термоядерного блока (третьої стадії) з розрахунковим внеском у потужність вибуху 50—100 Мт, у зв'язку з великим об'ємом заряду, була потрібна значна кількість рентгенівського випромінювання, яке не могли забезпечити ядерні заряди поділу. Тому, і у зв'язку з використанням основного термоядерного блоку (третьої стадії) у формі кулі, використовувалися не 1, а 2 двостадійних термоядерних заряди-ініціатори, розміщені з двох боків від основного термоядерного блока, в передній та задній частинах бомби, з розрахунковою потужністю вибуху кожного по 750 кт (їхній сумарний розрахунковий внесок у потужність вибуху — 1,5 Мт). Така схема тристадійного заряду дістала назву «біфілярна схема». Радіаційна імплозія запускала на третій стадії термоядерну реакцію (внесок у потужність вибуху — 50 Мт). На третій стадії, під час реакцій термоядерного синтезу, утворювалося багато швидких нейтронів, які можна було використати для поділу під їх дією ядер урану-238, що могло додати ще 50 Мт потужності, так що загальна розрахункова потужність АН602 могла становити 101,5 Мт.
Випробування повного, 100 Мт варіанту бомби відкинули через надзвичайно високий рівень радіоактивного забруднення, яке викликала б реакція поділу великої кількості урану на третій стадії. Тому А. Д. Сахаров запропонував для випробування використати в основному термоядерному модулі бомби (третьої стадії) замість U238 ядерно-пасивний матеріал свинець що знизило потужність бомби до 50 Мт ТЕ, і, крім зниження кількості радіоактивних уламків поділу, дозволило уникнути торкання вогняною кулею земної поверхні, це виключило радіоактивне зараження ґрунту та підняття великої кількості радіоактивного пилу в атмосферу.
У конструкції АН602 використано багато технічних нововведень. Термоядерний заряд виконано за «біфілярною» схемою — радіаційна імплозія основного термоядерного блока проводилась із двох протилежних боків. Для цього в передній та задній частинах бомби розмістили два двостадійні термоядерні заряди-ініціатори, для яких забезпечувався синхронний, з різницею не більше 0,1 мкс, підрив атомних ініціаторів (тригерів). Ці заряди проводили рентгенівське обтискання основного термоядерного заряду. Щоб забезпечити синхронний підрив атомних зарядів ініціаторів із потрібною точністю, серійний блок автоматики підриву доопрацювали в КБ-25 (нині ВНДІА). Також, в останні дні перед відправкою бомби на випробування, для симетричного обтиснення основного термоядерного блока (третього ступеня), на пропозицію А. Д. Сахарова, з двох боків від нього, з боку зарядів-ініціаторів, на внутрішній конусній поверхні корпуса заряду встановили свинцеві пояси завтовшки 60 мм.

## Розробка літака-носія
Для доставки бомби колектив під керівництвом Олександра Надашкевича 1955 року розробив модифікований варіант бомбардувальника Ту-95 — Ту-95В, інша назва Ту-95-202. Цей літак було виготовлено в єдиному примірнику.
Перші напрацювання з цієї теми розпочалися відразу після переговорів І. В. Курчатова восени 1954 року з А. М. Туполєвим, який призначив керівником теми свого заступника зі систем озброєння О. В. Надашкевича. Аналіз показав, що підвіска такої великої бомби вимагатиме серйозних змін у літаку. У першій половині 1955 року узгоджено габарити, вагу та розміщення АН202 в літаку. Як і передбачалося, маса бомби становила 15 % злітної маси носія, але через її розміри літак залишився без підвісних паливних баків. Для підвіски АН202 розроблено новий балковий утримувач на основі БД-206. Розроблений новий БД7-95-242 (БД-242) був значно вантажопідйомнішим за БД-206, він мав три бомбардувальні замки Дер5-6 вантажопідйомністю 9 т кожен. Три замки створили проблему безпечного скидання бомби і її було вирішено — електроавтоматика забезпечила синхронне відкриття всіх трьох замків.
17 березня 1956 року вийшла постанова Ради Міністрів СРСР № 357—228сс, згідно з якою ОКБ-156 мала розпочати переобладнання Ту-95 у носій ядерних бомб великої потужності. Ці роботи велися в ЛДІ МАП (Жуковський) від травня до вересня 1956 року. Потім Ту-95В був прийнятий замовником і переданий для проведення льотних випробувань, які велися (включно зі скиданням макета «супербомби») під керівництвом полковника С. М. Куликова до 1959 року і пройшли без особливих зауважень.
Носій «супербомби» було створено, та його реальні випробування відклали з політичних міркувань: Хрущов збирався до США, й у «холодної війни» настала пауза. Ту-95В перегнали на аеродром до Узина, де використовували як навчальний літак і вже не значився як бойова машина. 1961 року, з ухваленням рішення про випробування, на Ту-95В терміново замінили всі роз'єми в системі електроавтоматики скидання і зняли створки бомбовідсіку — реальна бомба за масою (26,5 т, в тому числі маса парашутної системи — 0,8 т) і габаритами виявилася дещо більшою за макет (зокрема, тепер її вертикальний габарит перевищував висоту бомбовідсіку). Також літак покрили спеціальною світловідбивною фарбою білого кольору.
Восени 1961 року для випробувань АН602 літак доопрацьовано на Куйбишевському авіазаводі.

## Випробування

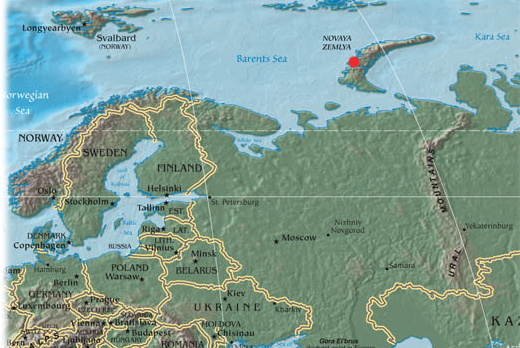
Місце скидання цар-бомби

Вогняна куля «Цар-бомби» (РДС-220), найбільша зброя, коли-небудь підірвана (1961). Вогняна куля, скинута з висоти понад 10 км і вибухнувши на висоті 4 км, торкнулася б землі, якби не ударна хвиля від вибуху, що відбилася від землі й вдарилася в нижню частину вогняної кулі

Випробування бомби відбулися 30 жовтня 1961 року на Державному випробувальному полігоні № 6 Міністерства оборони СРСР, розташованому на Новій Землі.
Про майбутні випробування 50-мегатонної бомби оголосив особисто Хрущов у доповіді 17 жовтня 1961 на XXII з'їзді КПРС. До офіційного оголошення в неформальній розмові він розповів про бомбу одному з американських політиків, і цю інформацію 8 вересня 1961 року опублікувала «Нью-Йорк таймс».
30 жовтня 1961 Ту-95В № 5800302 з бомбою на борту вилетів з аеродрому Оленья.
Екіпаж літака-носія
| № | П. І. Б.                          | Посада                                                                       | Звання            | Нагорода за виконання завдання | Дата нагородження   |
| - | --------------------------------- | ---------------------------------------------------------------------------- | ----------------- | ------------------------------ | ------------------- |
| 1 | Дурновцев Андрій Єгорович         | заступник командира ескадрильї — командир корабля                            | майор             | Орден Ленина                   | 7 березня 1962 року |
| 2 | Кондратенко Михайло Костянтинович | помічник командира корабля                                                   | капітан           | Орден Красного Знамени         | 7 березня 1962 року |
| 3 | Кліщ Іван Никифорович             | штурман ескадрильї — штурман корабля                                         | майор             | Орден Ленина                   | 7 березня 1962 року |
| 4 | Бобиков Анатолій Сергійович       | другий штурман корабля, штурман-оператор радіолокатора                       | старший лейтенант | Орден Красной Звезды           | 7 березня 1962 року |
| 5 | Прокопенко Олександр Пилипович    | начальник служби РЕБ ескадрильї — оператор радіолокатора                     | капітан           | Орден Красной Звезды           | 7 березня 1962 року |
| 6 | Євтушенко Григорій Михайлович     | старший борттехнік-інструктор полку — борттехнік корабля                     | капітан           | Орден Ленина                   | 7 березня 1962 року |
| 7 | Снєтков В'ячеслав Михайлович      | начальник повітряно-вогневої служби ескадрильї — командир вогневих установок | капітан           | Орден Красного Знамени         | 7 березня 1962 року |
| 8 | Машкін Михайло Петрович           | начальник зв'язку ескадрильї — старший стрілець-радист                       | старший лейтенант | Орден Красной Звезды           | 7 березня 1962 року |
| 9 | Болотов Василь Якович             | стрілець-радист                                                              | єфрейтор          | Орден Красной Звезды           | 7 березня 1962 року |

У випробуваннях брав участь літак-лабораторія Ту-16А (серійний, обладнаний для спостереження за випробуваннями) бортовий номер № 3709.
Екіпаж літака-лабораторії
| № | П. І. Б.                       | Посада                                                 | Звання            | Нагорода за виконання завдання | Дата нагородження   |
| - | ------------------------------ | ------------------------------------------------------ | ----------------- | ------------------------------ | ------------------- |
| 1 | Мартиненко Володимир Федорович | провідний льотчик випробувань — командир корабля       | підполковник      | Орден Ленина                   | 7 березня 1962 року |
| 2 | Муханов Володимир Іванович     | помічник командира корабля                             | старший лейтенант | Орден Красного Знамени         | 7 березня 1962 року |
| 4 | Григорюк Семен Артемович       | штурман корабля                                        | майор             | Орден Ленина                   | 7 березня 1962 року |
| 5 | Музланов Василь Тимофійович    | другий штурман корабля, штурман-оператор радіолокатора | майор             | Орден Красного Знамени         | 7 березня 1962 року |
| 6 | Суслов Микола Павлович         | командир вогневих установок                            | старшина          | Орден Красной Звезды           | 7 березня 1962 року |
| 7 | Шумилов Михайло Омелянович     | стрілець-радист                                        | старший сержант   | Орден Красной Звезды           | 7 березня 1962 року |

Через 2 год 3 хв після зльоту, на висоті 11,5 км над рівнем цілі бомбу скинули з літака-носія, після чого вона опускалася на основному парашуті площею 1600 м2, загальна маса парашутної системи, що включала ще п'ять витяжних парашутів, які спрацьовували трьома «каскадами», становила 800 кг.
Підрив бомби здійснено барометричним підривачем через 189 с після скидання об 11 год 33 хв МСК (08:33 UTC) на висоті 4200 м над рівнем моря (4000 м над ціллю).
В інших джерелах наведено різні висоти вибуху, від 3700 м над ціллю (3900 м над рівнем моря) до 4500 м.
Літак-носій на момент вибуху був на відстані близько 39 км, а літак-лабораторія — 53,5 км. Ударна хвиля наздогнала літак-носій на відстані 115 км, дія ударної хвилі від вибуху відчувалася у вигляді вібрації і не вплинула на режим польоту літака. Після посадки на фюзеляжі помічено кілька плям від дії спалаху вибуху.
Виміряна потужність вибуху (58,6 Мт) помітно перевищила проєктну (51,5 Мт). Є відомості, що за початковими даними потужність вибуху АН602 була суттєво завищена та оцінювалася величинами до 75 мегатонн.Літак-лабораторія на момент приходу ударної хвилі був на відстані 205 км від місця вибуху.
Терміни випробувань підтискали. Було вжито паліативних заходів: збільшення висоти скидання та включення форсажу двигунів літака після скидання бомби. При цьому в польотному завданні для екіпажу літака навмисно або помилково (зараз складно сказати) було вказано занижену потужність вибуху. Про виконання бойового завдання екіпаж доповідав голові Держкомісії з випробувань ЯЗ генералу М. Павлову. Після офіційної доповіді командир екіпажу підполковник Мартиненко (Герой Радянського Союзу, який отримав це звання за випробування ЯБП), роз'яснив нам, які ми негідники, що занизили розрахункову потужність вибуху. Суть була такою: після вибуху світловий потік був настільки інтенсивним, що захисна фарба літака згоріла, після приходу першої повітряної ударної хвилі літак отримав велике збільшення швидкості (з 880 до 980 км/год), після чого потрапив у глибоку зону розрідження і «провалився» на 800 м. Небагатослівний і похмурий Мартиненко сказав, що думав, «площини відірвуться». Оглянувши літак, побачили, що знизу він був весь чорний (замість сліпучо-білого до польоту), обшивка повсюдно була втиснута і яскраво проступав силовий набір крил і фюзеляжу: стрингери, нервюри, шпангоути. Ми зрозуміли, як було екіпажу в той злощасний момент. Про потужність цього вибуху ми довідалися ще до прильоту літака. … Командир 6 Управління ВПС генерал-лейтенант Н. І. Сажин відразу запропонував відправити пошкоджений літак до навчального центру ВПС як наочний посібник зі впливу ядерного вибуху на авіаційну техніку. Тож нічого не пропало.Оригінальний текст (рос.)
Сроки испытаний поджимали. Были приняты паллиативные меры: увеличение высоты сбрасывания и включение форсажа двигателей самолёта после сброса бомбы. При этом в полетном задании для экипажа самолёта преднамеренно или ошибочно (сейчас трудно сказать) была указана заниженная мощность взрыва. О выполнении боевого задания экипаж докладывал председателю Госкомиссии по испытаниям ЯЗ генералу Н И. Павлову. После официального доклада командир экипажа подполковник Мартыненко (Герой Советского Союза, получивший это звание за испытания ЯБП) разъяснил нам, какие мы подлецы, что занизили расчетную мощность взрыва. Суть была в следующем: после взрыва световой поток был настолько интенсивен, что защитная краска самолёта сгорела, после прихода первой воздушной ударной волны самолёт получил большое приращение скорости (с 880 до 980 км/ч), после чего попал в глубокую зону разрежения и «провалился» на 800 м. Немногословный и мрачноватый Мартыненко сказал, что думал, «плоскости оторвутся». Осмотрев самолёт, увидели, что снизу он был весь чёрный (вместо ослепительно белоснежного до полета), обшивка повсеместно была вдавлена и ярко проступал силовой набор крыльев и фюзеляжа: стрингера, нервюры, шпангоуты. Мы поняли, каково было экипажу в тот злополучный момент. О мощности этого взрыва мы узнали ещё до прилета самолёта. … Командир 6 Управления ВВС генерал-лейтенант Н. И. Сажин тут же предложил отправить поврежденный самолёт в учебный центр ВВС как наглядное пособие по воздействию ядерного взрыва на авиационную технику. Так что ничего не пропало.— Ядерный щит: записки испытателя ядерного оружия. Електронна бібліотека «История Росатома»

## Результати випробування

Порівняння розмірів вогняних куль ядерних вибухів

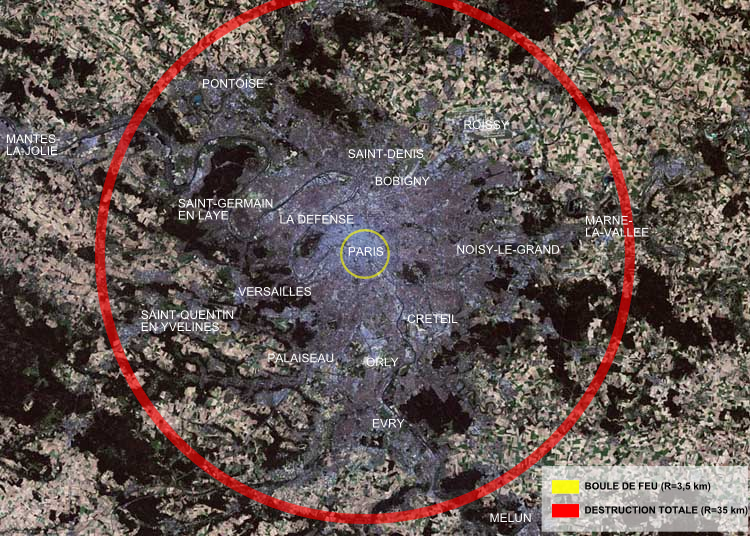
Радіус зони суцільного враження під час вибуху, для наочності накладений на карту Парижа

Вибух АН602 за класифікацією ядерних вибухів був низьким повітряним ядерним вибухом надвеликої потужності. Результати його вражали:
- спалах було видно на відстані більш ніж 1000 км[28], його спостерігали в Норвегії, Гренландії та на Алясці[3];
- ядерний гриб вибуху піднявся на висоту 67 км[8], форма «шапки» двоярусна, діаметр верхнього ярусу оцінено в 95 км, нижнього — 70, хмару спостерігали за 800 км від місця вибуху[3];
- вибухова хвиля тричі обігнула земну кулю[3], вперше — за 36 год 27 хв.[29]:
  - сейсмічна хвиля в земній корі, породжена ударною хвилею вибуху, тричі обігнула земну кулю[28];
  - хвилю атмосферного тиску, що виникла внаслідок вибуху, тричі зафіксовано в Новій Зеландії: станція в м. Веллінгтон зареєструвала збільшення тиску о 21:57 30 жовтня (прихід хвилі з північного заходу), о 07:17 31 жовтня (з південного сходу) та о 9:16 1 листопада (з північного заходу; час за GMT) з амплітудою 0,6, 0,4 і 0,2 мілібар відповідно; середню швидкість руху хвилі оцінено в 303 м/с, або 9,9 градуса дуги великого кола на годину[30];
- за 780 км від вибуху в селищі на о. Діксон вибило шибки у вікнах[3];
- звукова хвиля, породжена вибухом, докотилася до острова Діксон на відстані близько 800 км, однак, немає повідомлень про руйнування або пошкодження споруд навіть у розташованому значно ближче (280 км) до полігону смт. Амдерма[31];
- Іонізація атмосфери спричинила завади радіозв'язку навіть за сотні кілометрів від полігону протягом близько 40 хв[27];
- радіоактивне забруднення дослідного поля радіусом 2-3 км в районі епіцентру склало не більше 1 мР/год, випробувачі з'явилися на місці вибуху через 2 год, радіоактивне забруднення практично не становило небезпеки для учасників випробування[3].

## Наслідки випробування
Створення та випробування надбомби мало велике політичне значення: Радянський Союз продемонстрував свій потенціал у створенні ядерного арсеналу необмеженої потужності (на той час найпотужніший випробуваний США термоядерний заряд мав 15 Мт). Після випробування Радянським Союзом АН602, США не збільшували потужності термоядерних випробувань, а 1963 року в Москві підписано Договір про заборону випробувань ядерної зброї в атмосфері, космічному просторі й під водою.
Попри те, що комп'ютерне моделювання дозволяє говорити про повне знищення досить великих держав унаслідок одиничного застосування такої зброї, практичне її застосування навряд чи можливе через відсутність засобів доставки до території противника: швидкість та дальність польоту літака, застосованого під час випробування, для цього не підходять.
Науковим результатом випробування стала експериментальна перевірка принципів розрахунку та конструювання термоядерних зарядів багатоступеневого типу. Експериментально доведено, що немає принципового обмеження на збільшення потужності термоядерного заряду (проте ще 30 жовтня 1949 року, за три роки до випробування «Майк», у доповненні до офіційного звіту загального дорадчого комітету Комісії з атомної енергії США фізики-ядерники Енріко Фермі та Ісидор Рабі зазначили, що термоядерна зброя має «необмеженість руйнівної сили» і що вартість збільшення потужності боєприпасу в цінах 1950 фінансового року становила 60 центів за одну кілотонну тротилового еквівалента). У випробуваному екземплярі бомби для підняття потужності вибуху ще на 50 Мт досить було замінити свинцеву оболонку на уран-238, як і передбачалося штатно. Заміна матеріалу оболонки і зниження потужності вибуху були обумовлені бажанням скоротити до прийнятного рівня кількість радіоактивних опадів, а не прагненням зменшити масу бомби, як іноді вважають (маса АН602 від цього дійсно зменшилася, але незначно — уранова оболонка мала важити приблизно 2800 кг, свинцева ж оболонка такого ж об'єму — зважаючи на меншу густину свинцю — близько 1700 кг. Досягнуте при цьому полегшення трохи більше однієї тонни мале, порівняно із загальною масою АН602 не менше 24 т і не впливало на її транспортування[джерело?].
Вибух був відносно чистим у історії атмосферних ядерних випробувань у перерахунку на одиницю потужності. У першому, другому та третьому ступенях бомби використовували речовини, що діляться (плутоній-239 і уран-235), що саме по собі забезпечило велику кількість радіоактивних опадів, проте, можна вважати, що АН602 дійсно була відносно чистою — понад 97 % потужності вибуху давала реакція термоядерного синтезу, яка практично не створює забруднення продуктами радіоактивного поділу. Однак, реакція термоядерного синтезу давала багато «швидких» нейтронів, які зробили з атмосферного азоту багато радіоактивного вуглецю (14С), небезпека якого для живих організмів визначається його біологічною спорідненістю зі тканинами живого організму. За підрахунками А. Д. Сахарова, кількість майбутніх жертв повітряних термоядерних вибухів, за рахунок утворення радіоактивного вуглецю 14С, мала би становити близько 10 000 жертв на 1 Мт вибуху, а вибух «чистої» термоядерної бомби (Цар-бомби) потужністю 50 мегатонн призведе до 500 000 жертв серед населення земної кулі.
Віддаленим наслідком стала підвищена радіоактивність, акумульована в льодовиках Нової Землі. За даними експедиції 2015 року, через ядерні випробування (на полігоні всього було зроблено 132 ядерні вибухи) льодовики Нової Землі в 65—130 разів радіоактивніші, ніж фон у сусідніх районах, зокрема й через випробування «Кузькиної матері».

## Перспективи практичного використання
АН602 ніколи не була зброєю, це був одиничний виріб, конструкція якого давала змогу досягти потужності 100 Мт ТЕ, випробування 50-мегатонної бомби було, зокрема, випробуванням працездатності конструкції виробу на 100 Мт. Ця бомба призначалася виключно для психологічного тиску на американців.
Фахівці розпочинали розробку бойових ракет для БЧ великої потужності (150 Мт і більше), які були переорієнтовані на виведення космічних апаратів: УР-500 (маса головної частини 40 т, практично реалізована як ракета-носій «Протон», індекс ГРАУ — 8К82), Н-1 (маса головної частини — 75-95 т, розробку переорієнтовано в носій для місячної програми, проєкт доведено до стадії льотно-конструкторських випробувань і закрито 1976 року, індекс ГРАУ — 11А52), Р-56 (індекс ГРАУ — 8К67).

## Чутки та містифікації, пов'язані з АН602
Результати випробувань АН602 стали предметом для чуток та містифікацій.
У деяких публікаціях стверджувалося, що потужність вибуху бомби досягла 120 Мт. Ймовірно, це пов'язано з «накладенням» інформації про перевищення реальної потужності вибуху над розрахунковою приблизно на 20 % (насправді — на 14-17 %) на початкову проектну потужність бомби (100 Мт, точніше — 101,5 Мт). Посилила подібні чутки й газета «Правда», на сторінках якої було офіційно заявлено про АН602, що «вона є вчорашнім днем атомної зброї. Зараз створено ще потужніші заряди». Насправді конструктори розглядали можливість створення потужніших термоядерних боєприпасів (наприклад, бойова частина ракети УР-500 потужністю 150 Мт), але далі ескізних проектів останні не розроблялися[уточнити].
Поширена чутка про надзвичайно швидку розробку «Цар-бомби», нібито її повністю сконструйовано за 112 днів після доручення Хрущова на нараді 10 липня 1961 року. Насправді розробку розпочато 1956 року.
Ця бомба ніколи не була якимось трудовим подарунком розробників ядерної зброї до відкриття чергового партійного з'їзду, як писали деякі автори. Зокрема, колишній начальник полігону на той час генерал Кудрявцев Г. Г. у своїх спогадах стверджував, що випробування присвячені з'їзду.

## Культурні відсилання
- Дует куплетистів Рудаков і Нечаєв[ru] виконував такий куплет:

Господа должны учесть

Для них у нас ракеты есть

Сто мильёнов тонн тротила,

Чтоб кондрашка их хватила!